# Mr. Goebbels Jazz Band (Roman)
Mr. Goebbels Jazz Band ist ein 2023 bei der Frankfurter Verlagsanstalt erschienener Roman des Schweizer Schriftstellers Demian Lienhard. Er handelt von der gleichnamigen Bigband, die während der Zeit des Nationalsozialismus in Deutschland zu Zwecken der Auslandspropaganda gegründet wurde. Der Roman stand auf der Shortlist des Schweizer Buchpreises 2023.

## Inhalt

### Handlung
Im Jahr 1940 stellt Adolf Raskin, der Intendant des Deutschen Kurzwellensenders, dem Propagandaministerium die Idee vor, ein Jazzorchester für gegen England gerichtete Propaganda zu gründen. Es soll die Radiosendung Charlie’s Political Cabaret von Wilhelm Fröhlich auf dem Sender Germany Calling musikalisch unterstützen. Zusätzlich möchte Raskin, dass das Ganze «mit wohlgewollter Neutralität» von einem Schweizer Schriftsteller dokumentiert wird.
Lutz Templin, der die Band leiten soll, hat die Aufgabe, die Musiker für die Jazzband zu finden und der in Zürich lebende Schriftsteller Fritz Mahler (mit bürgerlichem Namen Friedlich Lanz, wie man später erfährt) wird als Autor des gewünschten Buches angefragt. Trotz Bedenken seines Vaters nimmt Mahler den Auftrag an und reist nach Berlin.
William Joyce wurde 1906 in New York geboren. Er ging im irischen Galway zur Schule, wo seine probritische Gesinnung ihren Anfang nahm. Nachdem seine Familie nach dem Ende des irischen Unabhängigkeitskrieges nach London geflohen war, wurde er dort politisch aktiv. In den 1930er Jahren stieg er zu einem der einflussreichsten Faschisten des Königreichs auf. An verschiedenen politischen Veranstaltungen traft er Margaret White, die er schliesslich heiratete. 1939 flüchteten sie zusammen nach Deutschland. William Joyce nannte sich fortan Wilhelm Fröhlich und wurde zu einem der wichtigsten Männer der gegen Grossbritannien und später auch die USA gerichteten nationalsozialistischen Propaganda.
Mahler wird in Berlin von Fröhlich im Empfang genommen und beginnt mit den Recherchen für seinen Roman mit dem vorgegebenen Titel Mr. Goebbels Jazz Band. Er trifft die Musiker der Band immer wieder an Bars und lernt sie allmählich besser kennen, jedoch bleiben sie ihm gegenüber sehr misstrauisch, da einige von ihnen «Halbjuden» sind und nur durch ihre Arbeit in der Band der Verfolgung knapp entgehen können. Obwohl Mahler schnell viele Informationen sammelt, fängt er noch nicht mit dem Schreiben an, da er sich nicht entscheiden kann, wie der Text aufgebaut sein soll.
Der Radiosender Germany Calling gewinnt rasch an Popularität, da er all das berichtet, was vom britischen «Desinformationszentrum» zensiert wird. Joyce wird dabei als «Lord Haw-Haw» bekannt. In den britischen Medien wird lange über seine Identität spekuliert, bis er sich als William Joyce offenbart.
Nach zwei Jahren hat Mahler immer noch eine Schreibblockade. Ihm fällt die Unterscheidung zwischen wichtig und unwichtig immer schwerer und er dichtet manchmal fälschlicherweise Details hinzu.
Er präsentiert Fröhlich die Idee, erst über ihn und sich selbst zu schreiben, um an das Orchester heranzuführen. Fröhlich, der gerne mehr im Zentrum steht, stimmt zu.
Trotzdem kommt Mahler mit dem Schreiben kaum voran. Er freundet sich nach und nach mit dem Schlagzeuger Brocksieper und Bandleader Templin an und erfährt mehr von ihren alltäglichen Problemen. Brocksieper wäre als «Halbjude» beim Verlust seines Platzes im Orchester besonders in Gefahr. In der Tat werden immer wieder Angehörige des Orchesters in die Wehrmacht eingezogen, weswegen es Templin immer schwerer fällt, sie zu ersetzen.
Im Jahr 1943 trifft sich Mahler ein letztes Mal mit Fröhlich, um diesem seinen bisherigen Entwurf des Romans vorzustellen. Fröhlich zeigt sich wenig begeistert, da der Entwurf nichts von der geforderten Propaganda enthält und legt Mahler nahe, den gewünschten Roman bald fertigzustellen. Mahler, der seine Schreibblockade immer noch nicht überwinden kann, bekommt es mit der Angst und flieht nach Sassnitz auf Rügen. Nach einem Traum von seinem Vater bekommt er die Idee für den Aufbau seines Romans und schreibt in wenigen Tagen grosse Teile bis Fröhlich ihn aus Berlin anruft, um ihn auf das Radio aufmerksam zu machen. Dort hört er von der Invasion und unausweichlichen Kapitulation Grossbritanniens.
In den Schlussbemerkungen wird von der Flucht, Festnahme und Hinrichtung von William Joyce, sowie vom Verbleib der Musiker erzählt.
Schliesslich äussert sich noch der Staatsarchivar Dr. phil. Samuel Tribolet in seinem Nachwort zu den Bemühungen des Autors Demian Lienhard, das Manuskript von Mahler zu erhalten und unter seinem Namen zu veröffentlichen.

### Themen
Im Mittelpunkt der Erzählung steht das Ausmass der nationalsozialistischen Propaganda sowie dessen Absurdität und Widersprüche in sich selbst. So wird im Propaganda-Orchester des «Dritten Reichs» eigentlich als «entartet» geltender Jazz gespielt und das unter anderem von sonst verfolgten «Halbjuden» und Homosexuellen.
Das Verhältnis von Propaganda und Literatur wird auch immer wieder zum Thema. Es kommt zwischen Schriftsteller Mahler und Propagandist Joyce zu Auseinandersetzungen, da Mahler sich nicht fähig oder willens zeigt, einen Roman zu Propaganda-Zwecken zu schreiben, obwohl Joyce immer wieder betont, wie ähnlich sich die beiden Gebiete sind.
Ausserdem werden das Leben der einflussreichen Nationalsozialisten wie William Joyce und die Abläufe im deutschen Propagandaministerium beschrieben.

## Form

### Aufbau
Der Roman ist in drei Teile unterteilt, welche die Geschehnisse grob gruppieren.
Der erste Teil handelt primär von William Joyce, während sich der zweite Teil, von einigen Nebenhandlungen unterbrochen, mit Mahlers Auftrag, das Orchester zu dokumentieren, befasst. Der dritte und kürzeste Teil zeigt die persönliche Entwicklung Mahlers und dient als Abschluss der Erzählung.
Von der Grobunterteilung in drei Teile abgesehen, wird der Roman weiter in einzelne Einträge gegliedert, welche jeweils mit Ort und Zeit des Geschehens gekennzeichnet sind und welche mit kürzeren Versionen der für einen Roman üblichen Kapiteln vergleichbar sind.
Auf die eigentliche Geschichte folgen Schlussbemerkungen des Autors Demian Lienhard, und das Nachwort.

### Erzählperspektive
Die Erzählung soll das Manuskript darstellen, welches die Figur Lanz in der Erzählung unter dem Pseudonym Mahler schreibt und welches ebenfalls den Namen Mr. Goebbels Jazz Band trägt. Wie Lanz/Mahler es selbst formuliert, «herrscht eine untrennbare Zweifaltigkeit von Figur und allwissender Erzählinstanz, von Erzähltem und Erzähler, die eins sind und doch nicht».
Da Lanz in seinem Manuskript in der dritten Person von sich (“Mahler”) redet, wird dieser Umstand jedoch erst im Laufe der Erzählung indirekt offengelegt.
Beispielsweise kritisiert Fröhlich bei einem Treffen den Entwurf Mahlers: «Was bitte schön solle eigentlich gekrümmt wie das Komma, das er in der Weltgeschichte dereinst sein würde auf – Augenblick – Seite 46 heißen?». Auf Seite 46 des Buchs findet man tatsächlich genau diese Formulierung.
Erst im Nachwort erklärt der Berner Staatsarchivar Samuel Tribolet dann, dass es sich beim Gelesenen um das Manuskript von Friedrich Lanz handle.

### Sprache und Stil
Die Sprache in Mr. Goebbels Jazzband wurde von der Kritik mitunter als „farbig und leichtfüssig-sarkastisch“, "bildgewaltig" sowie „fein und präzis“ bezeichnet. Die Satzstrukturen, die selten ohne Nebensatz auskommen, wirken oft komplex. Da Fritz Mahler, der fiktive Autor des Textes, in der Zeit des 2. Weltkrieges schreibt, bedient sich der Text häufig zeitgenössischer, aus der heutigen Sicht aber „altertümlicher“ Wendungen. Simon Leuthold erinnert dieser Stil an die Sprache von Thomas Mann.

## Bezug zur Realität
Die Band Charlie and His Orchestra existierte wie im Roman beschrieben zu Nazi-Propaganda-Zwecken. Lienhard lebte für seine Recherchen zum Roman längere Zeit in Galway, London, Berlin und Bern.
Im Interview mit Valerie Wendenburg bestätigt er, dass der Roman sehr detailgetreu sei. «Sämtliche Adressen, Telefonnummern, U-Bahnlinien, Daten und Biografien stimmen im Wesentlichen.» Auch die Geschichte von Geoffrey Perry, der William Joyce schlussendlich aufspürte, entspreche der Wahrheit.
Die Figur von Fritz Mahler sei dagegen reine Fiktion. Er habe eine Stimme gebraucht, «die Dinge von aussen betrachtet und selber eigentlich nicht versteht, was in Berlin läuft.»
Das fiktive Nachwort des Romans sei von der historischen Person Samuel Tribolet aus dem 17. Jahrhundert, einem Vorfahren Lienhards, inspiriert. Er habe auch Hochverrat begangen und Lienhard sei bei seinen Recherchen über ihn auf die Jazzband gestossen.

## Rezeption
Dr Roman wurde im Feuilleton breit und nahezu überall positiv rezipiert, unter anderem in der FAZ, im WDR, im HR, in Deutschlandfunk Kultur, in der WAZ, dem Tagesanzeiger, im SRF und in den Oberösterreichischen Nachrichten. Einzig Hans-Ruedi Kugler im St. Galler Tagblatt äußert sich überwiegend negativ.
Von der Kritik besonders herausgestrichen wurden Stil und Sprache. Frank Kaspar urteilte im WDR3, dass «ein besonderer Reiz des verschachtelten Romans [...] in dem eigenwilligen Ton des Buches [steckt]. Die Beschreibungen sind zugespitzt, oft nah an der Karikatur, stets sinnlich, intensiv und bildhaft. Vor allem dort, wo die Musik der Band zur Sprache kommt, werden viele der Leserinnen und Leser mitwippen.» Ulrich Steinmetzger spricht in der Badischen Zeitung von einer «bildgewaltige[n] Sprache», die Lienhard aufs Papier bringe, Susanne Wankell im WDR5 lobt das Buch, da es «bildet und die Wirkung und den Widersinn von Propaganda in feiner und präziser Sprache vorführt.» Hans-Dieter Grünefeld urteilt, dass es dem Roman «durch polyphone Prosa [gelingt], geschmückt mit geschmeidigen Bildungszitaten, barocken Epitheta, ziselierter Ironie und diskreten Alliterationen, sowohl den diabolischen Swing als auch die Not der ausübenden Musiker glaubwürdig darzustellen, wobei er die zwielichtige Rolle eines gedungenen Autors reflektiert. Sujet und Stil sind somit souverän vereinbart.» Simon Leuthold erinnert dieser «eigene[n] Stil» im SRF an «stark an die gross ausgeschmückten Romane von Thomas Mann». Kritisch zur Sprache äußern sich Kugler und Oliver Jungen in der FAZ, wobei Jungen anerkennt, dass diese durch den fiktiven Autor des Textes, Fritz Mahler, motiviert sei.
Mehrfach hervorgehoben wurden auch die Ironie und der Witz des Textes, so etwa von Susanne Wankell: «Demian Lienhard erzählt sie mit viel Witz und Ironie, mit Sinn für Details.»
Ein drittes Hauptaugenmerk der Kritik lag auf der verschachtelten Konstruktion des Romans, etwa bei Frank Kaspar im WDR3 und bei Felix Münger im Literaturclub des SRF2.
Von Oliver Jungen und Helmut Böttiger gelobt werden die poetologischen Reflexionen des Textes. Interessanter werde der Roman, so Jungen, wenn er sich von seinem historischen Sujet entferne und sich auf die poetologische Ebene verlege. Die Handlung zersplittere und es würden verschiedene mögliche Entwicklungen der Liebesgeschichte zwischen Mahler und Fröhlichs Frau präsentiert. Dadurch werde deutlich, dass der Roman nicht bloss ein historischer Roman sein möchte. Die Fragen von Mahler aufgeworfenen Fragen bezeichnet Jungen als «echte poetologische Probleme an der Nahtstelle von Moderne und Postmoderne». Auch Böttiger erkannte im Text «ein sehr komplexes ästhetisches Spiel», das sich «keineswegs im Kokettieren mit einem spektakulären Thema [erschöpft]. Es ist tatsächlich ein vielstimmiger Text, mit Solisten und Rhythmusgruppe, und einem Autor, der sich auffällig selbstbewusst in Szene zu setzen weiß»
Auch die Frage der Gattung des Romans wurde diskutiert. Mr. Goebbels Jazz Band wurde von Ulrich Steinmetzger als «Entwicklungs- oder besser: Fehlentwicklungsroman des William Joyce» bezeichnet, Martina Läubli in der NZZ am Sonntag las den Roman als «raffinierte[n] Persiflage-Roman über die manipulative Wirkung von Musik und Sprache.»

## Nachweise
1. ↑  Demian Lienhard: Mr. Goebbels Jazz Band: Roman. Frankfurter Verlagsanstalt, 2023, ISBN 978-3-627-00306-7, S. 284.
2. ↑  Demian Lienhard: Mr. Goebbels Jazz Band: Roman. Frankfurter Verlagsanstalt, Frankfurt am Main 2023, ISBN 978-3-627-00306-7, S. 278.
3. ↑  Demian Lienhard: Mr. Goebbels Jazz Band: Roman. Frankfurter Verlagsanstalt, Frankfurt am Main 2023, ISBN 978-3-627-00306-7, S. 46.
4. 1 2 3  Hansruedi Kugler: Der neue Roman des Schweizer Autors Demian Lienhard: Eine Jazzband wird zur Nazi-Propaganda gezwungen. St. Galler Tagblatt, 23. März 2023, abgerufen am 2. Juli 2023.
5. 1 2  Ulrich Steinmetzger: Demian Lienhard und der Propaganda-Jazz im Auftrag der Nazis. 3. April 2023, abgerufen am 24. September 2023 (deutsch).
6. 1 2  Vor- und Nachspiele. 8. Juli 2023, abgerufen am 24. September 2023.
7. 1 2  Nazi-Propaganda mit Swing - Die Band, die für Hitler den verpönten Jazz spielte. 17. Mai 2023, abgerufen am 24. September 2023.
8. ↑  Mr. Goebbels Jazz Band. In: Frankfurter Verlagsanstalt. Abgerufen am 25. Juni 2023.
9. ↑  Valerie Wendenburg: "Entartete" Musik als Lebensretterin. In: Valerie Wendenburg. Abgerufen am 25. Juni 2023.
10. ↑  Oliver Jungen: Demian Lienhards Roman „Mr. Goebbels Jazz Band“ über das „Dritte Reich“. In: FAZ.NET. 21. April 2023, ISSN 0174-4909 (faz.net [abgerufen am 24. September 2023]).
11. ↑  Demian Lienhard über "Mr. Goebbels Jazz Band". 2. Juni 2023, abgerufen am 24. September 2023.
12. ↑  hr-inforadio de, Frankfurt Germany: Swing und Propaganda: Mr. Goebbels Jazz Band. 30. März 2023, abgerufen am 24. September 2023 (deutsch).
13. 1 2  deutschlandfunk.de: Demian Lienhard: "Mr. Goebbels Jazz Band". Abgerufen am 24. September 2023.
14. ↑  Interview zur Propaganda der Nazis – «Den Musikern war bewusst, dass sie für ein Regime spielten, das auf ihre Vernichtung hinarbeitete». 15. Juni 2023, abgerufen am 24. September 2023.
15. ↑  Nazi-Swing für britische Ohren – Demian Lienhards neuer Roman - Literaturclub: Zwei mit Buch - SRF. Abgerufen am 24. September 2023.
16. ↑  Die Dschungelmusiker von Joseph Goebbels. Abgerufen am 24. September 2023.
17. 1 2  Vor- und Nachspiele. 8. Juli 2023, abgerufen am 24. September 2023.
18. 1 2  Badische Zeitung: Im Club wird "geellbögelt". 14. April 2023, abgerufen am 24. September 2023.
19. 1 2  Demian Lienhard über "Mr. Goebbels Jazz Band". 2. Juni 2023, abgerufen am 24. September 2023.
20. 1 2  Hans-Dieter Grünefeld: Rezension zu: Demian Lienhard, Mr. Goebbels Jazz Band, FVA. In: Buchkultur – Das internationale Buchmagazin. Nr. 3, 2023, S. 14.
21. ↑  Oliver Jungen: Totentanz im Spiegelkabinett. FAZ.NET, 2023, abgerufen am 2. Juli 2023.
22. ↑  Nazi-Swing für britische Ohren – Demian Lienhards neuer Roman - Literaturclub: Zwei mit Buch - SRF. Abgerufen am 24. September 2023.
23. ↑  Martina Läubli, Rezension zu Demian Lienhard, Mr. Goebbels Jazz Band, in: NZZ am Sonntag vom 30. Juli 2023.